# وزارة عبد الخالق ثروت باشا الأولى
وزارة عبد الخالق ثروت باشا الأولى هي الوزارة التاسعة والعشرون في مصر، والأولى في العهد الملكي، صدر المرسوم الملكي بتشكيلها في 1 مارس 1922. استقالت الوزارة في 29 نوفمبر 1922.

## أعضاء الحكومة
| الوزارة               | الوزير                                                                     |
| --------------------- | -------------------------------------------------------------------------- |
| رئيس مجلس الوزراء     | عبد الخالق ثروت باشا                                                       |
| وزير الداخلية         | عبد الخالق ثروت باشا (إلى جانب منصبه رئيسًا لمجلس الوزراء)                  |
| وزير الخارجية         | عبد الخالق ثروت باشا (إلى جانب منصبيه رئيسًا لمجلس الوزراء ووزيرًا للداخلية) |
| وزير الحقانية         | مصطفى فتحي باشا                                                            |
| وزير المالية          | إسماعيل صدقي باشا                                                          |
| وزير الأشغال العمومية | حسين واصف باشا                                                             |
| وزير الحربية والبحرية | إبراهيم فتحي باشا                                                          |
| وزير المعارف العمومية | مصطفى ماهر باشا                                                            |
| وزير الأوقاف          | جعفر ولي باشا                                                              |
| وزير الزراعة          | محمد شكري باشا                                                             |
| وزير المواصلات        | واصف سميكة بك                                                              |

## وصلات داخلية
- قائمة رؤساء مجلس وزراء مصر